# Top Kids
Top Kids fue un programa de TV y una revista de videojuegos de Argentina. Creados en 1994, el programa se trasmitió por ATC, señal de aire, mientras que en simultáneo se lanzó una revista de publicación mensual, famosa por traer mes a mes una figura articulada de Mortal Kombat. 
Ambos, programa y revista, fueron pensados por la gente de Jocsa (dueña de licencias de Mortal Kombat, Dragon Ball, Ghostbusters, Rambo, etc), siendo el tema central los videojuegos y sus personajes, además de las consolas, el análisis de nuevos títulos de videojuegos y tecnología, matizado con otros pequeños agregados de humor, música y cortos animados. En este programa se emitió por primera vez Dragon Ball en Argentina.

## Historia

### 1994
La primera transmisión de Top Kids fue el sábado 5 de marzo de 1994. En 1994 se estrenaba en la televisión los sábados a las tres de la tarde por el canal ATC (actual Televisión pública) un único programa semanal de una hora de duración. El ciclo fue ganando adeptos rápidamente entre la audiencia infantil y adolescente argentina, dado que era el único programa de videojuegos que se emitía en ese momento. Si bien no fue el primer programa de videojuegos de la Argentina, es seguramente uno de los más recordados dado que su transmisión por canal de aire nacional alcanzaba todo el país. Con el total apoyo de Nintendo de Argentina y la línea de juguetes marca  Jocsa, el programa se volvió un suceso en corto plazo.
El ciclo era conducido por Pablo Marcovsky y contaba con la presencia de Diego Ferrari (cuyos personajes eran el “Licenciado Liberato Verdi” y "El Sabio Loco"). Además, tenía al especialista en videojuegos Aki Polijronopulos, quien se encargaba de mantenernos al tanto de las novedades en el ámbito de los videojuegos, haciendo hincapié sobre todo en una sola consola: Super Nintendo (SNES).
El programa se caracterizaba por hacer concursar a los niños a un combate de Mortal Kombat (en el año 1994), que luego sería reemplazado por un combate al Street Fighter II Turbo, ambas versiones de Super Nintendo. La pelea constaba de dos asaltos, y era relatada por los geniales comentarios del Sabio Loco (incluso llegó a relatarla el Licenciado Liberato Verdi y el Sabio en tandem con Aki). Ganaba el que quedaba en pie. Para los finales del ciclo, el combate fue reemplazado por un juego de carreras: Stunt Race FX.
La popularidad del show televisivo fue la esperada y según lo proyectado por los productores, lanzando en simultáneo una revista de publicación mensual, en la cual el hermano de Aki, Emiliano Polijronopulos escribía todos los artículos relacionados con los videojuegos. 
La revista era acompañada por un muñeco articulado de los personajes del más popular y exitoso videojuego de aquella época: Mortal Kombat. La primera revista fue lanzada el 18 de marzo de 1994. La publicación estaba a cargo de Editorial Edukit S.A. del grupo  Jocsa.
Cada figura incluía un pedestal con su nombre para poder estar en la categoría de "posables" y no acción figures que Hasbro pensaba lanzar un año después. Como dato complementario en cuanto a esto, la primera figura de acción fue Johnny Cage (de la primera versión del MK). Además, paralelamente a esto, comenzó a lanzarse el cómic oficial de Mortal Kombat.
La revista costaba $9,90 (nueve pesos con noventa centavos). Era un precio relativamente alto para una revista infantil, que se solventaba con la inclusión del muñeco articulado en todos los tomos. Equivalía a U$S 9,90
El último trimestre de 1994, al habitual show de una hora de los sábados se le agregó una media hora diaria de lunes a viernes, entre las 11:30 y las 12:00. Es en este momento que hace su aparición en el programa Emiliano (el hermano de Aki). Así, los 'hermanos Polijronopulos' mostraban escenas exclusivas de la nueva consola de Nintendo, el primeramente llamada Ultra 64 (que luego se convertiría en la Nintendo 64), la nueva generación de consolas (Panasonic 3DO, Atari Jaguar, Sony PlayStation), el novísimo Windows 95, más aplicaciones y juegos, y mostraban dispositivos tecnológicos de la época. También, en las emisiones semanales el programa presentó por primera vez en Argentina la serie japonesa de animé Dragon Ball.
Fue uno de los hitos del perfect marketing ya que había un programa, una revista, publicidad para apoyar la comunicación de las marcas de los productores del show, la revista, consolas Nintendo, juegos, Mortal Kombat figuras y publicidad en la revista de otros productos del grupo. La revista llegó a vender más de 100.000 unidades mensuales.

### 1995
Este año se renovó la escenografía, se cambió el televisor de tubo de 20 pulgadas por un proyector de 200 pulgadas (donde se hacían los combates), y se cambió el Arcade de Mortal Kombat por un display comercial de Super Nintendo. En el verano de 1995, la revista Top Kids invitaba a sus lectores al preestreno de la película Stargate. Junto con la revista especial, se adjuntaba un muñeco basado en la película.
Con seis emisiones semanales, hacia mediados de 1995 y con poco más de un año en el aire, el programa cumplió 300 emisiones con un programa especial, mientras que la revista se había convertido en un éxito rotundo.
Pero más tarde en el año, por problemas entre la gerencia del programa y  Jocsa, el gerente general del programa renunció, junto con Aki y Emiliano. 
El programa volvió a emitirse solo los sábados por la tarde y cesó su transmisión a finales de 1995, originado por la quiebra de la empresa madre, Jocsa. La revista pudo seguir saliendo, a pesar de las deudas del grupo, al separarse de este: Cambió su nombre, de 'Top Kids'a 'Top Kids Club'. 
Con esto logró seguir saliendo un tiempo más (números 18 a 22), a pesar de que el programa ya no estaba al aire y que no contaba con la participación de los hermanos Polijronopulos. En 1996, el escaso público que todavía seguía la revista, se encontró sin su versión televisiva lo cual redundó en su pronta desaparición.

## Homenajes
A 25 años de la emisión
- A 25 años de la emisión del programa, en 2019, se volvieron a reunir Emiliano, el Sabio y Liberato Verdi (Diego Ferrari) para realizar un programa homenaje a Top Kids, de nombre MC Games. Fiel a Top Kids, contó con un auténtico "kombate" relatado por el sabio y más las desopilantes locuras de Liberato. Con la conducción de Emiliano Polijronopulos y Lucila Gross, el programa contó con notas de exposiciones retro, coleccionismo, anécdotas, y la presencia de los responsables del grupo de fanes de Top Kids de Facebook.

A 17 años de la emisión
En 2012 se realizaron dos homenajes:  
- En la señal de cable CN23, el programa Tecno 23 entrevista a Pablo Marcovsky y al ganador de uno de los arcades, Cristian Sirna,  (el del segundo año, que es en realidad un display comercial de Nintendo).
- Por su parte, el canal de YouTube Metalgamer , realizó un homenaje fiel a su estilo roquero, con un análisis de Mortal Kombat y de la época y hasta un kombate relatado por un fan del programa

.

## Ediciones de la revista y muñecos de  mortal kombat
La revista de Top Kids fue lanzada en simultáneo con el programa, y cada mes incluía un muñeco de Mortal Kombat. La tapa de la revista y parte de esta se centraban en este personaje.
- 1 Johnny Cage
- 2 Scorpion
- 3 Liu Kang
- 4 Sub-Zero
- 5 Kano
- 6 Rayden
- 7 Reptile
- 8 Sonya
- 9 Goro
- 10 Kung Lao
- 11 Smoke
- 12 Mileena
- 13 Shang Tsung viejo
- 14 Scorpion sin máscara
- 15 Kitana
- 16 Baraka
- 17 Kintarō
- Álbum de figuritas de mortal kombat
- Especial con los 6 Mejores Videogames (en vez de un muñeco, este número incluyó un VHS)

Luego del número 17 hubo un cambio de autoridades y escritores, y fue cuando el programa salió del aire. La revista continuó pero bajo un cambio legal, pasó a llamarse Top Kids Club (no Top Kids a secas) y no todos los números fueron acompañados por sus respectivas figuras de Mortal Kombat. Los números restantes fueron:
- 18 Shang Tsung MK2
- 19 Jade
- 20 Noob Saibot
- 21 Jax
- 22 Shang Tsung MK3
- 23 Motaro
- 24 Cyrax
- 25 Sheeva
- 26 Striker
- 27 Sektor
- 28 Shao Khan
- 29 Sindel
- 30 Kabal
- 31 Nihjtwolf
- 32 Rain
- 33 (sin figura identificable)
- Especial Glacius Killer Instint
- Especial Guile Street Fighter

Acerca de los muñecos:
- La mayoría de las piezas de las figuras de fueron producidas con los moldes de la línea Rambo, de Jocsa. Años antes al lanzamiento de Top Kids, estos moldes originales pertenecieron a la compañía Coleco de EE. UU. Al finalizar el ciclo de Rambo en EE. UU., Jocsa compró los derechos e importó los moldes. Rambo fue lanzado en Argentina con mucho éxito, y más tarde se reutilizó parte de la matriz para los muñecos de Mortal Kombat.
- Las piezas con detalles característicos de Mortal Kombat, tales como cabezas, brazos, etc, y los muñecos especiales como Goro y Kintaro fueron diseñados por el destacado artista Martin Canale, que en la actualidad trabaja para Sideshow Collectibles.
- Los muñecos de Goro, Shang Tsung, Kintaro y Jax, que fueron confeccionados con una goma dura, el resto era articulado.
- Los ninjas (Scorpion, Smoke, Reptil, Zub-Zero y Noob Saibot) eran iguales sólo que su cabeza era diferente.
- Una descripción más detallada de las figuras es dada en la wiki de Top Kids app .
- Y el club de Fanes de Top Kids realiza un análisis de cada muñeco en su canal de YouTube